# Гней Антоний Фуск
Гней Антоний Фуск (на латински: Gnaeus Antonius Fuscus) е политик и сенатор на Римската империя през края на 1 и началото на 2 век. Произлиза от фамилията Антонии.
През 109 г. между май и август той е суфектконсул заедно с Гай Юлий Филопап.